# Ulla Wikander
Ulla Ulrika Josefina Wikander, född 22 mars 1915 i Östersund, död 10 augusti 2014 i Skarpnäcks församling, var en svensk skådespelare.

## Biografi
Efter normalskolekompetens antogs Wikander 1935 som elev vid Göteborgs stadsteater och 1937 kom hon kom in vid Kungliga Dramatiska Teaterns elevskola. Efter studierna var hon engagerad vid Kar de Mumma-revyn samt Göteborgs stadsteater. 
Ulla Wikander var engagerad vid bland annat Folkan, Intiman och TV-teatern under 1950-talet. Hon var anställd vid Europafilm 1958–1978 och vid Svenska filminstitutet 1978–1993.
Ulla Wikander är begravd på Norra begravningsplatsen utanför Stockholm.

## Filmografi
- 1937 – Bergslagsfolk
- 1938 – På kryss med Albertina
- 1939 – Filmen om Emelie Högqvist
- 1945 – Flickor i hamn
- 1946 – Klockorna i Gamla Sta'n
- 1952 – Adolf i toppform
- 1994 – I morgon, Mario
- 2004 – Moster Linnéa och världen

## Teater

### Roller (ej komplett)
| År   | Roll              | Produktion                                                              | Regi             | Teater                  |
| ---- | ----------------- | ----------------------------------------------------------------------- | ---------------- | ----------------------- |
| 1936 | Antonia           | Cirkus Sanger (The Constant Nymph) Margaret Kennedy och Basil Dean      | Sandro Malmquist | Nya Teatern             |
| 1936 | Mariette          | Bichon Jean de Létraz                                                   | Sandro Malmquist | Nya Teatern             |
| 1936 | Baruk             | Senapskornet Ebbe Linde                                                 | Sandro Malmquist | Nya Teatern             |
| 1936 | Kajsa mor         | Mjölnarprinsen (Skyddsängeln) Zacharias Topelius                        | Sandro Malmquist | Nya Teatern             |
| 1937 | Dorcas            | En saga för vintern (The Winter's Tale) William Shakespeare             | Sandro Malmquist | Nya Teatern             |
| 1937 | Josette           | Petrus den lycklige (Pétrus) Marcel Achard                              | Sandro Malmquist | Nya Teatern             |
| 1938 | Olga, manikyrist  | Kvinnorna (The Women) Clare Boothe Luce                                 | Rune Carlsten    | Dramaten                |
| 1939 | Bebe Shirley      | Mitt i Europa (Idiot’s Delight) Robert E. Sherwood                      | Rune Carlsten    | Dramaten                |
| 1939 | Suzanne           | Nederlaget Nordahl Grieg                                                | Svend Gade       | Dramaten                |
| 1939 | Antonia           | Bridgekungen (Le Valet maître) Paul Armont och Léopold Marchand         | Rune Carlsten    | Dramaten                |
| 1940 | Margareta         | Mycket väsen för ingenting (Much Ado About Nothing) William Shakespeare | Alf Sjöberg      | Dramaten                |
| 1941 | Medverkande       | Kar de Mummas ofullbordade, revy Kar de Mumma                           | Leif Amble-Næss  | Blancheteatern          |
| 1951 | Léonie Vincent    | Clérambard Marcel Aymé                                                  | Per-Axel Branner | Nya Teatern             |
| 1952 |                   | Trettondagsafton (Twelfth Night, or What You Will) William Shakespeare  | Sandro Malmquist | Skansens friluftsteater |
| 1954 | Lilly Sears       | The och sympati (Tea and Sympathy) Robert Anderson                      | Frank Sundström  | Nya Teatern             |
| 1956 | Margot Butler     | Min fru på drift (This Was a Man) Noël Coward                           | Per-Axel Branner | Lisebergsteatern        |
| 1956 | Beulah Mouslworth | Romanoff och Juliet (Romanoff and Juliet) Peter Ustinov                 | Hans Dahlin      | Nya Teatern             |
| 1957 | Coppelia          | Ninotchka Marc-Gilbert Sauvajon                                         | Sven Lindberg    | Intiman                 |
| 1959 | Fru Barnier       | Oscar Claude Magnier                                                    | Gösta Folke      | Lilla Teatern           |